# Glomeris norica
Glomeris norica är en mångfotingart som beskrevs av Robert Latzel 1884. Glomeris norica ingår i släktet Glomeris och familjen klotdubbelfotingar. Inga underarter finns listade i Catalogue of Life.